# 퀵실버 (영화)
《퀵실버》(Quicksilver)는 1986년 개봉한 미국의 드라마 영화이다.

## 줄거리
젊은 주식 브로커로 높은 수익을 올리던 주인공 잭 케이시(케빈 베이컨 분)는 어느 날 단 한 번의 실수로 모든 자산과 부모의 노후 자금까지 날리고 픽시를 구입하여 자전거 메신저 일을 시작하게 된다.
브레이크가 없는 픽시를 타고 뉴욕의 거리에서 자동차들과 경주를 벌이며 메신저 일을 하던 어느 날, 매력적인 젊은 여성 테리(제이미 거츠 분)가 메신저 일을 함께 하게 된다.
한편 자신의 위험한 거래에 자전거 메신저들을 이용하던 갱스터 집시(루디 라모스 분)는 자신과 거래하던 메신저 부두(로런스 피시번 분)과 문제가 생기자, 잭과 거리에서 자전거 경주를 벌이던 부두를 차로 치어 살해하고 아무것도 모르는 초보 메신저 테리를 자신의 일에 끌어들이려 한다.
오랫동안 함께하던 동료 브로커의 제안도 뿌리치고 메신저 일에 전념하던 잭은 어느 날 자신이 활약하던 주식 거래소를 찾아 대박을 터뜨리고 부모의 노후자금을 갚고 친구의 창업자금까지 지원해 준다.
부두가 살해된 후 집시에게서 이상한 낌새를 느낀 잭은 테리에게 위험한 거래에서 빠져나올 것을 충고하고, 테리가 집시의 지속적인 거래 요구를 거부하자 집시는 위협적으로 돌변한다.
간신히 집시에게서 도망쳐 나온 테리를 자신의 집에 피신시키고, 잭은 자신의 픽시로 집시와 추격전을 벌인 끝에 집시를 공사중인 고가도로로 유인하여 추락시킨다.

## 출연
- 케빈 베이컨 - 잭 케이시 역
- 제이미 거츠 - 테리 역
- 폴 로드리게즈 - 헥터 로드리게즈 역
- 루디 라모스 - 집시 역
- 로런스 피시번 - 부두 역

## 평가
케빈 베이컨 자신은 이 영화에 대해 "내 배우 경력 중 최악의 영화였다"고 냉정하게 평가했으나, 대한민국의 영화 저널리스트 김형석은 《퀵실버》의 주인공 잭 케이시에 대해 "젊은 날의 케빈 베이컨이 지녔던 매력을 느낄 수 있는 캐릭터"라고 평하였다.